# Hervormde kerk (Driesum)
De Hervormde kerk van Driesum is een kerkgebouw in de Nederlandse provincie Friesland.

## Beschrijving
In 1713 werd naast de zadeldaktoren een nieuw schip met driezijdige koorsluiting en rondboogvensters gebouwd. De ingangen aan de noord- en zuidzijde zijn voorzien van dorische poortomlijstingen. Boven de noordingang bevindt zich een fronton (bouwjaar MDCCXIII) en een stichtingssteen. Boven de zuidingang is in de gevel een zonnewijzer aangebracht. In 1876 werd naar plannen van H.H. Korenstra de oude toren vervangen door een neoclassicistische toren van drie geledingen met ingesnoerde spits. De klok (1617) is gegoten door Hans Falck.
Het interieur wordt gedekt door een houten tongewelf. De preekstoel (1714) in Lodewijk XIV-stijl, met getordeerde korinthische zuilen, werd versierd met snijwerk van Jan Oenema. De koperen lezenaar (1771) in Lodewijk XV-stijl door Lieuwe Geerts. Er staan twee overhuifde dubbele herenbanken. Het eenklaviersorgel uit 1782 is gemaakt door Albertus Antoni Hinsz. Het kerkgebouw is een rijksmonument.
De kerk wordt gebruikt door de hervormde gemeente van Driesum, een van de weinige bevindelijk gereformeerde gemeenten van Friesland. In tegenstelling tot de hervormde gemeente van het naburige Wouterswoude is deze gemeente wel binnen de PKN gebleven na de kerkfusie van 2004.